# Calliphora hasanuddini
Calliphora hasanuddini är en tvåvingeart som beskrevs av Hiromu Kurahashi och Selomo 1997. Calliphora hasanuddini ingår i släktet Calliphora och familjen spyflugor. Inga underarter finns listade i Catalogue of Life.